# Rouffiac-d'Aude

Rouffiac-d'Aude este o comună în departamentul Aude din sudul Franței. În 1 ianuarie 2022 avea o populație de 493 de locuitori.